# Dulag

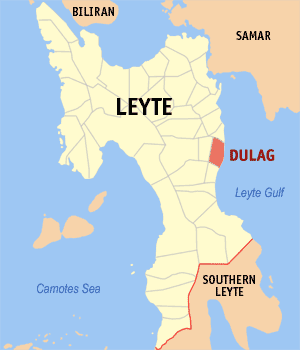
Bản đồ Leyte với vị trí của Dulag

Dulag là đô thị loại ba ở tỉnh Leyte trong vùng Đông Visayas (Vùng VIII) của Philippines. Thị xã có diện tích 11.007 héc ta và dân số 44.143 người.
Dulag được chia ra 45 barangay.
| - Alegre - Arado - Bulod - Batug - Bolongtohan - Cabacungan - Cabarasan - Cabato-an - Calipayan - Calubian - Camitoc - Camote - Dacay - Del Carmen - Del Pilar | - Fatima - General Roxas - Luan - Magsaysay - Maricum - Barbo - Buntay - Cambula District - Candao - Catmonan - Combis - Highway - Market Site - San Miguel - Serrano | - Sungi - Rawis - Rizal - Romualdez - Sabang Daguitan - Salvacion - San Agustin - San Antonio - San Isidro - San Jose - San Rafael - San Vicente - Tabu - Tigbao - Victory |